# Ergenekonrättegångarna
Ergenekonrättegångarna är en serie högprofilerade rättegångar i Turkiet där 275 personer, inklusive militära officerare, journalister och oppositionella lagstiftare påstås vara medlemmar av Ergenekon som misstänks vara en hemlig sekulär organisation och där medlemmarna anklagas för att konspirera mot den turkiska regeringen. Rättegångarna, som hölls mellan 2008 och 2013, resulterade i långa fängelsestraff för majoriteten av de anklagade.
I april 2016 fann Turkiets högsta domstol att de fällande domarna var ogiltiga eftersom åklagarna inte hade bevisat att organisationen Ergenekon faktiskt existerade.